# 大斑花鳅
大斑花鳅（学名：Cobitis macrostigma），又名大斑鰍，为鳅科花鳅属的鱼类，是中国的特有物种。分布于长江中下游及其附属水体等。该物种的模式产地在中国中部的湖泊。體長可達11.5公分，棲息在底中層水域，生活習性不明。

## 扩展阅读
維基物種上的相關：大斑花鳅